# Buddenhagen
Buddenhagen este o comună din landul Mecklenburg-Pomerania Inferioară, Germania.